# Cerro Navia
Cerro Navia é uma das 32 comunas que compõem a cidade de Santiago, capital do Chile.
A comuna limita-se: a norte com Renca; a leste com Quinta Normal; a sul com Lo Prado; a sudoeste com Pudahuel.